# Parco nazionale del Carso slovacco
Il parco nazionale del Carso slovacco (in slovacco Národný park Slovenský kras) è un parco nazionale della Slovacchia meridionale, al confine tra la Slovacchia e l'Ungheria. Partecipa al programma sull'uomo e la biosfera ed è parte delle grotte del Carso di Aggtelek e del Carso slovacco, un sito del patrimonio dell'umanità dell'UNESCO. Rappresenta la più grande area carsica di tipo pianeggiante dell'Europa centrale. 

## Storia
Nel 1977 il territorio del Carso slovacco è stato il primo in Slovacchia ad essere incluso nella rete internazionale delle riserve della biosfera nell'ambito del programma UNESCO. Le grotte del Carso slovacco e dell'adiacente parco del Carso in Ungheria sono iscritte dal 1995 nella lista del patrimonio culturale e naturale mondiale dell'UNESCO. In seguito, per i suoi eccezionali valori naturali e paesaggistici il Carso slovacco è stato dichiarato parco nazionale con decreto n. 101 del governo della Repubblica slovacca del 13 febbraio 2002 con effetto dal 1 marzo 2002 creando così nuove possibilità per ampliare la tutela del territorio.

## Descrizione

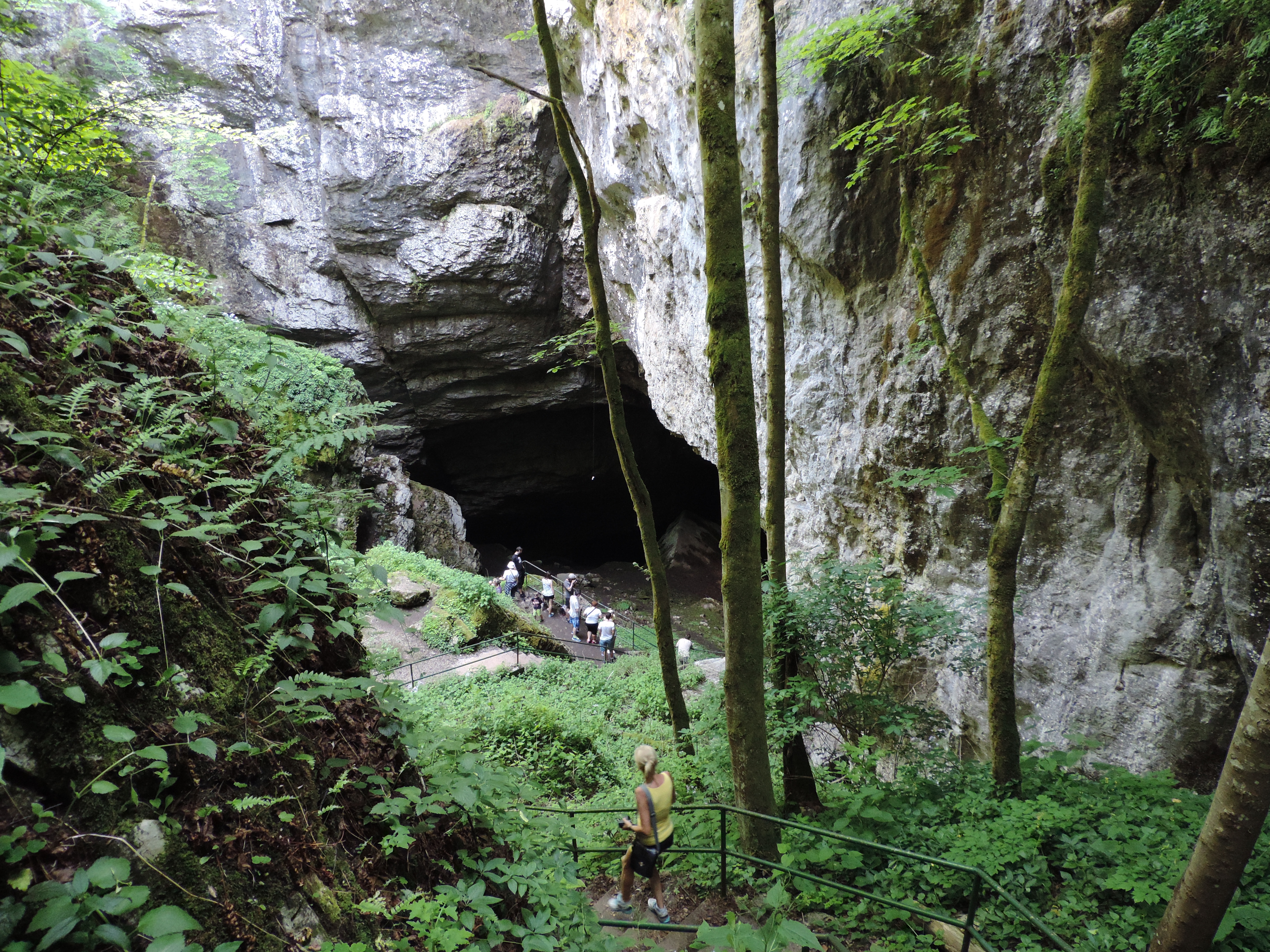
Visitatori in una grotta del parco

Il parco nazionale si trova nella Slovacchia meridionale, al confine tra la Slovacchia e l'Ungheria. Il territorio è formato da un sistema di altipiani con numerosi fenomeni carsici sotterranei e superficiali, canyon fluviali e gole che separano queste pianure tra loro e rappresenta il territorio carsico di tipo pianeggiante più esteso dell'Europa centrale. Il territorio del parco nazionale è costituito da tre parti separate, cioè le singole pianure carsiche. Da ovest a est vi sono le pianure di Koniarska e Plešivská, poi quelle di Silická planina, Horný e Dolný vrch, Zádielska e infine Jasovská planina, che rappresenta un complesso con gole e altre particolarità geologiche. Nel carso slovacco sono presenti scarpate, pozzi e depressioni carsiche, avvallamenti che completano il rilievo degli altipiani e valli e gole profonde simili a canyon, la più famosa delle quali è Zádielska. Si registra la presenza di un gran numero di cavità e grotte sotterranee con più di 1.300 grotte e voragini. La grotta della Domica è un esempio rappresentativo, raro ed unico in tutta Europa di zona umida sotterranea di grande importanza idrologica con la presenza di fondali sotterranei. Il parco nazionale comprende anche 10 riserve naturali nazionali, 6 riserve naturali e 16 monumenti naturali nazionali. La flora è molto ricca così come la fauna. Ad esempio nel Carso slovacco si trovano 217 specie di uccelli, poi 26 specie di pipistrelli, la lince e il lupo sono rari mentre sono più comuni il cinghiale, la volpe e il tasso.